# Kolarstwo na Światowych Wojskowych Igrzyskach Sportowych 2003 – indywidualna jazda na czas mężczyzn
Konkurencja jazdy indywidualnej na czas mężczyzn podczas 3. Światowych Wojskowych Igrzyskach Sportowych została rozegrana 5 grudnia 2003 roku we włoskiej Katanii.
Zawody były równocześnie traktowane jako XVII Wojskowe Mistrzostwa Świata w kolarstwie.
Wystartowało 111 zawodników z 18 krajów. Trasa liczyła 16 km. Najszybciej trasę pokonał Słowak Matej Jurco ze średnią prędkością 45,247 km/h.

## Medaliści
| Złoto                  | Srebro                       | Brąz                      |
| Słowacja · Matej Jurco | Białoruś · Kanstancin Siucou | Rosja · Vladimir Efimikim |

## Wyniki
| Jazda indywidualna na czas mężczyzn | Jazda indywidualna na czas mężczyzn | Jazda indywidualna na czas mężczyzn | Jazda indywidualna na czas mężczyzn |
| Miejsce                             | Państwo                             | Zawodnik                            | Czas                                |
| ----------------------------------- | ----------------------------------- | ----------------------------------- | ----------------------------------- |
| 1.                                  | Słowacja                            | Matej Jurco                         | 0:21:13 h                           |
| 2.                                  | Białoruś                            | Kanstancin Siucou                   | 0:21:36 h                           |
| 3.                                  | Rosja                               | Vladimir Efimikim                   | 0:21:46 h                           |
| 4.                                  | Słowacja                            | Maroš Kováč                         | 0:21:58 h                           |
| 5.                                  | Belgia                              | Nico Kuypers                        | 0:22:00 h                           |
| 6.                                  | Kolumbia                            | Vargas Guzman                       | 0:22:03 h                           |
| 7.                                  | Chiny                               | Janshi Luo                          | 0:22:04 h                           |
| 8.                                  | Kolumbia                            | Osorio Ferney                       | 0:22:07 h                           |
| 9.                                  | Białoruś                            | Dmitri Aulasenk                     | 0:22:08 h                           |
| 10.                                 | Szwecja                             | Anders Gerhardsson                  | 0:22:09 h                           |

Źródło: